# Le Pluviôse
Pour les articles homonymes, voir Pluviôse (homonymie).
Le Pluviôse est un monument en bronze situé près de la plage de Calais.
Cette œuvre allégorique du sculpteur Émile Oscar Guillaume (1867-1954) fut commandée par l’administration des Beaux-Arts de Calais au lendemain de funérailles, afin d'honorer les 24 marins et les trois officiers qui perdirent la vie lors de la catastrophe du Pluviôse, survenue le 26 mai 1910, à 14 h 00.

## Historique

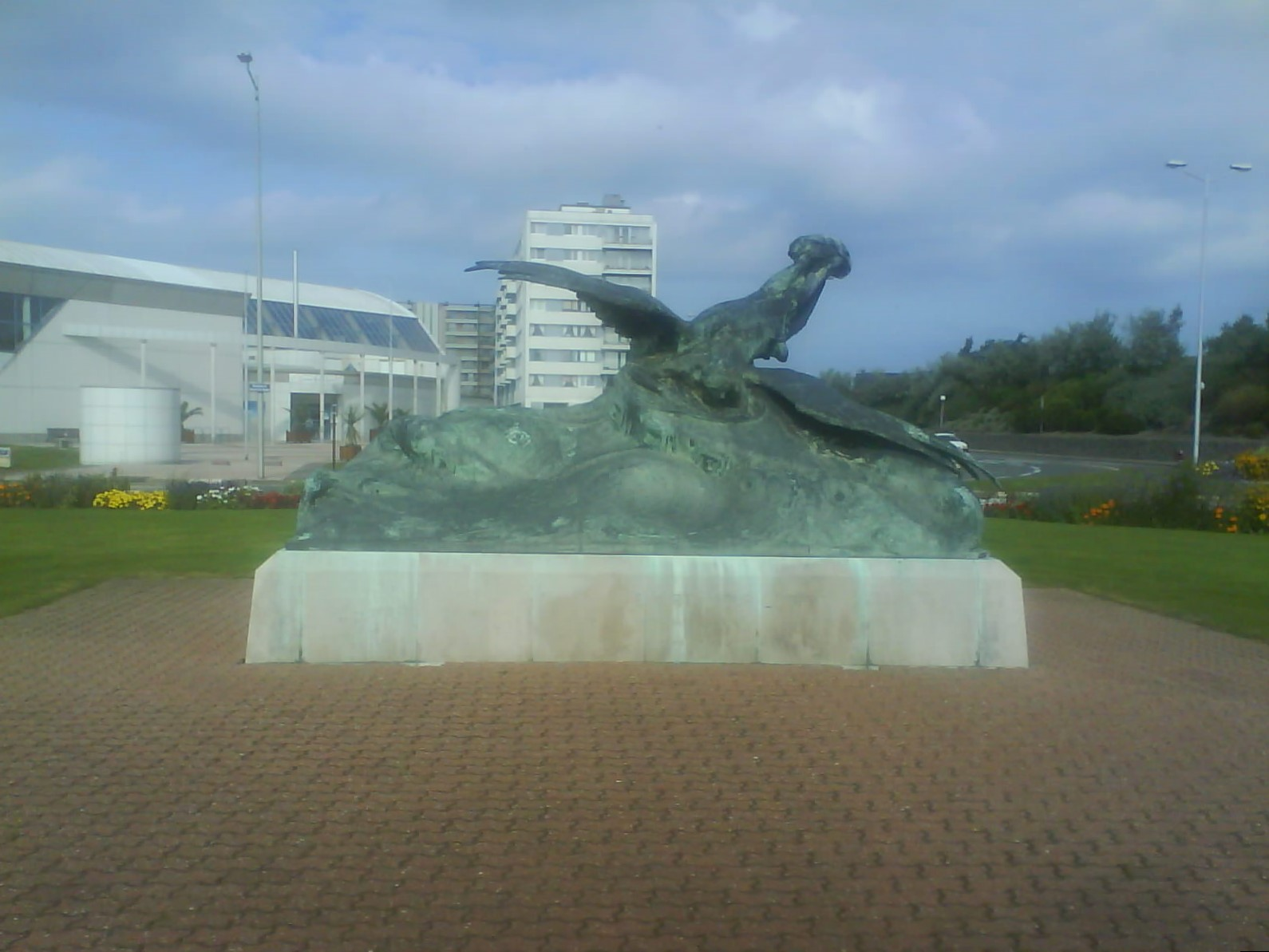
Le Pluviôse situé au Rond point de l'Avenue Poincaré, Calais ou il y séjourné de 1980 au 16 novembre 2016.

Cette sculpture en bronze, qui fut inaugurée le 22 juin 1913 en présence du vice-amiral Jauréguiberry, représente un ange, plongeant son bras à l’intérieur du Pluviôse qui émerge encore au-dessus des flots, pour y recueillir l'âme des marins restés prisonniers de l'enveloppe mortuaire du sous-marin.
Le socle, en maçonnerie de pierre de taille issue du Boulonnais, fut exécuté par l’entreprise calaisienne Viandiez Père et Fils, sur des instructions très précises du sculpteur.
Sur la face du socle on peut y lire ces lignes : « Aux marins du Pluviôse morts pour la Patrie ». Les noms de toutes les victimes y sont aussi gravés, ainsi que celui d’Eugène Rivet, pilote du port de Calais, qui remorqua le submersible jusqu'au port le 11 juin 1910.
Le maire de Calais dut plaider auprès de la Commission départementale des monuments historiques afin que le monument échappe à l'envoi à la fonte décrété par le régime de Vichy, dans le cadre de la mobilisation des métaux non ferreux.
Inauguré en 1913 sur l'avenue de la Plage, il sera déplacé en 1980 d'une centaine de mètres, pour se retrouver de nos jours au milieu du rond-point de l'avenue Poincaré.
Depuis le 14 novembre 2016, et en vue du réaménagement du front de Mer de Calais, le monument fut déplacé à quelques mètres de son emplacement actuel devant la salle de sport de la GRS, salle Delphine-Ledoux,.

## Détails de la sculpture
- Sculpteur : Émile Oscar Guillaume.
- Année : 1912.
- Inauguration : 22 juin 1913.
- Matériau : sculpture en bronze et socle en marbre.
- Poids : 1 620 kg.

## Galerie restauration 24 juin 2023

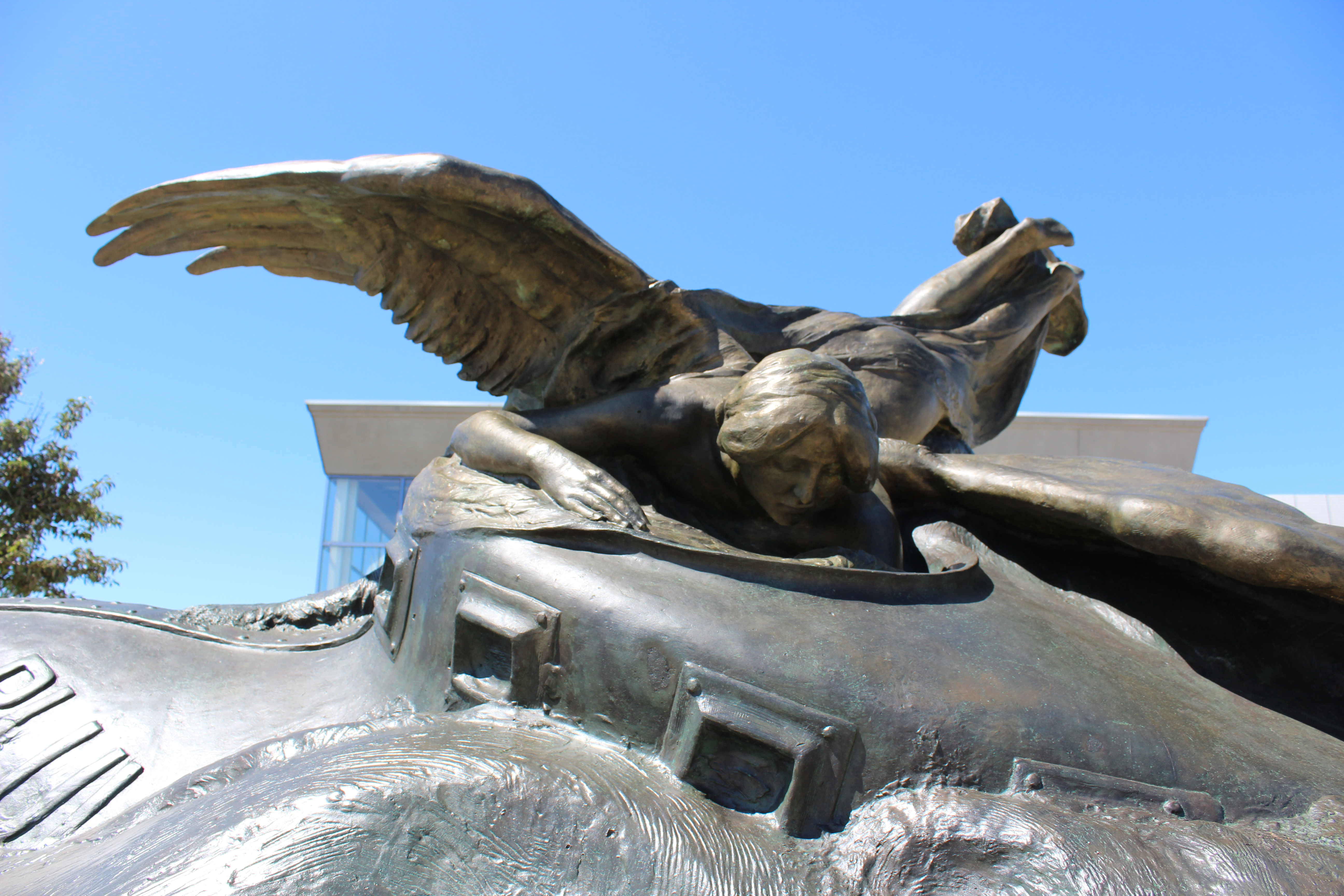
Commémoration restauration du monument Le Pluviôse, gros plan sur l'ange.
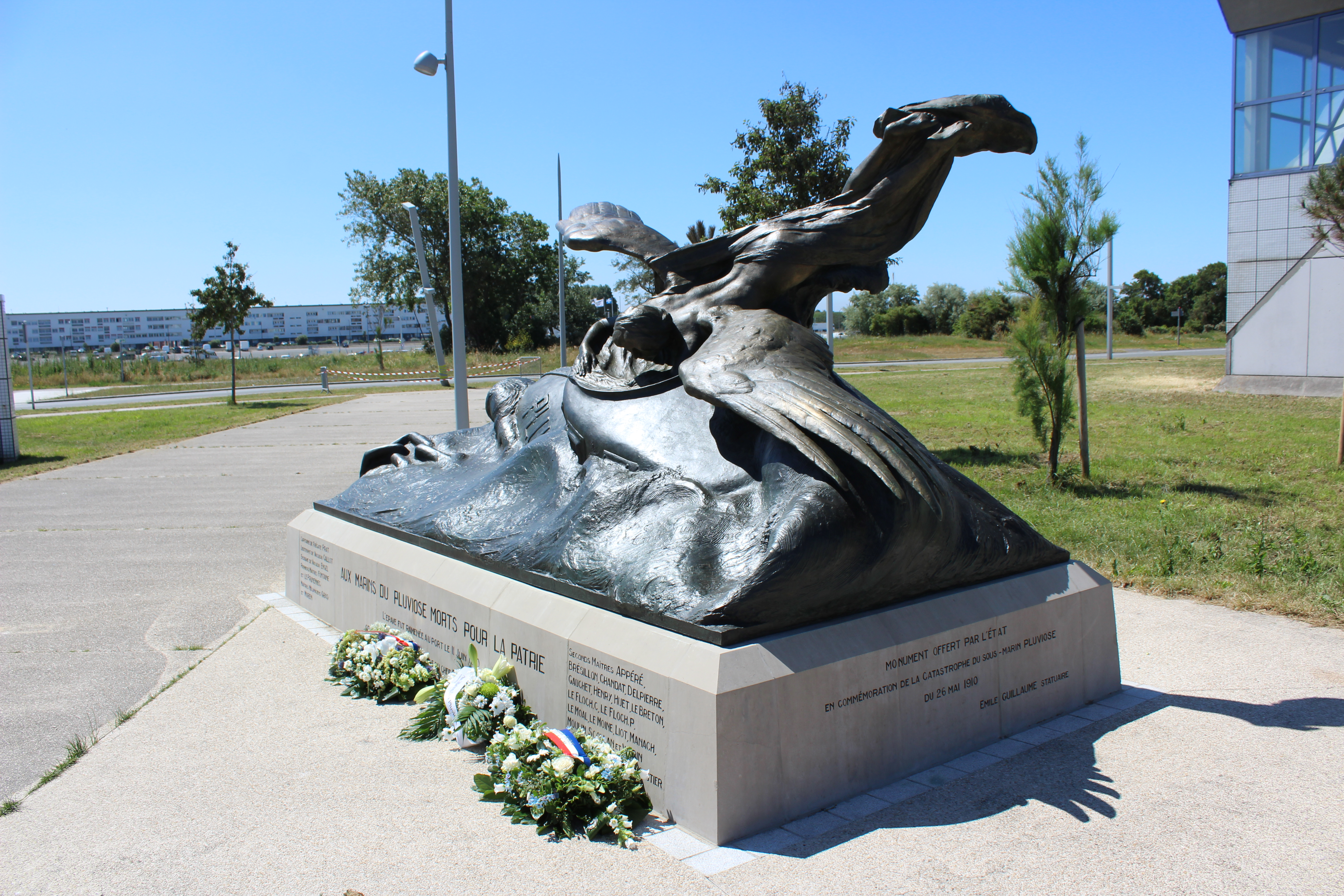
Commémoration restauration du monument Le Pluviôse, sa façade et son côté gauche.
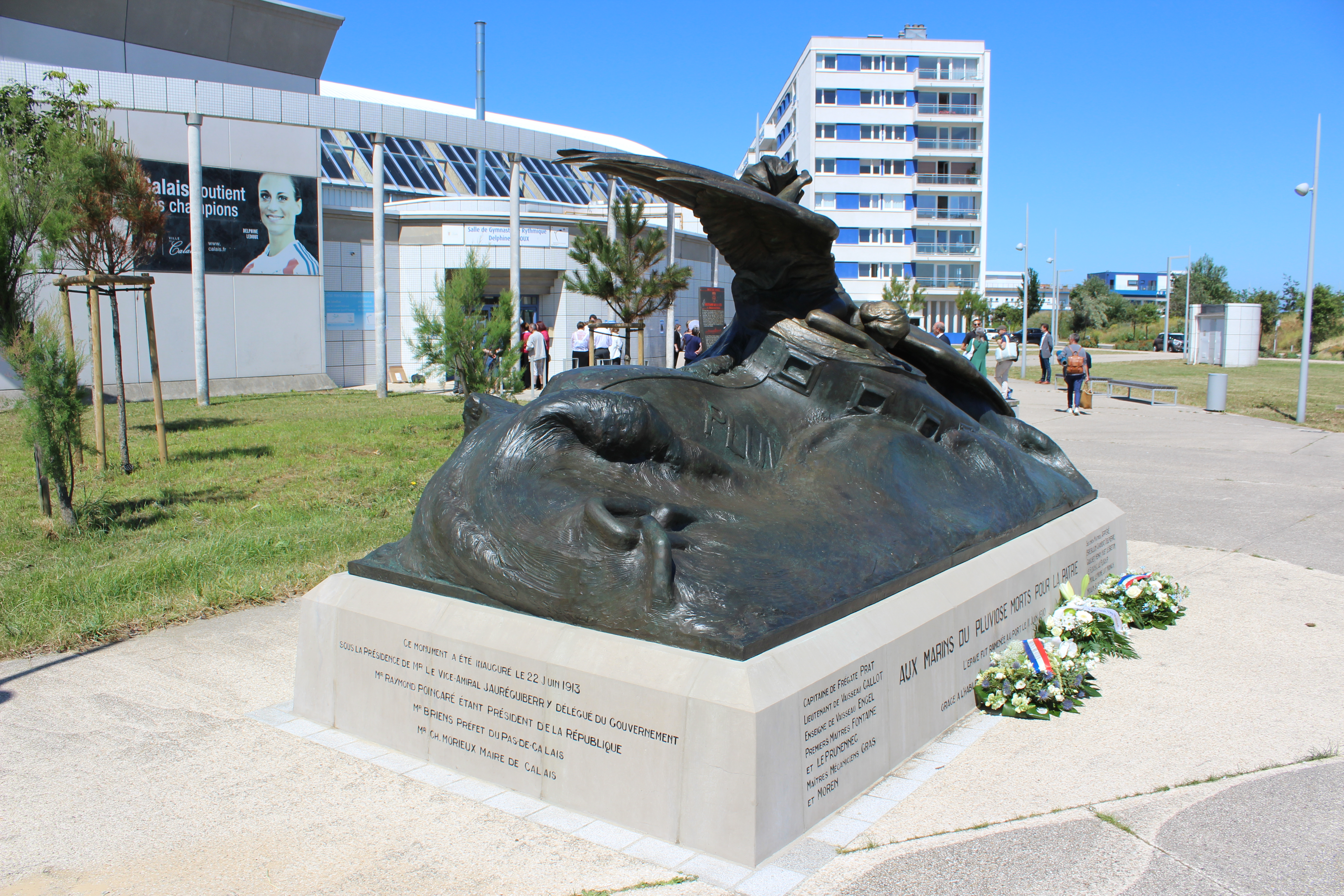
Commémoration restauration du monument Le Pluviôse, sa façade et son côté droit.